# Epitausa umbrigens
Epitausa umbrigens är en fjärilsart som beskrevs av Druce 1890. Epitausa umbrigens ingår i släktet Epitausa och familjen nattflyn. Inga underarter finns listade i Catalogue of Life.